# Hemidactylus haitianus
Hemidactylus haitianus är en ödleart som beskrevs av  Meerwarth 1901. Hemidactylus haitianus ingår i släktet Hemidactylus och familjen geckoödlor. Inga underarter finns listade i Catalogue of Life.